# Opius confusus
Opius confusus är en stekelart som beskrevs av Giraud 1877. Opius confusus ingår i släktet Opius och familjen bracksteklar. Inga underarter finns listade i Catalogue of Life.